# Tiyua Uyunkar
Tiyua Napoleón Uyunkar Kaniras (Taisha, 4 de marzo de 1992) es un político achuar, con ciudadanía ecuatoriana. Es el prefecto provincial de Morona Santiago, desde mayo de 2023. Ejerció como el octavo presidente de la Nación Achuar (NAE).

## Biografía
Nació el 4 de marzo de 1992 en Wachirpas, una de las dieciocho comunidades de la parroquia rural de Huasaga, del cantón ecuatoriano de Taisha. Hijo de Mashiant Uyunkar  y Waraseruk Kaniras.
Realizó sus estudios secundarios en el Colegio Fiscomisional Técnico Intercultural Bilingüe de Kapawi (Pastaza), donde obtuvo el título de Bachiller Técnico en Ecoturismo, en 2010.
El 20 de agosto de 2019, fue nombrado el octavo presidente de la Nación Achuar del Ecuador (NAE), convirtiéndose en el líder más joven en asumir este cargo. Al principio, ganó reconocimiento por fortalecer alianzas con otros pueblos, buscando mejorar la participación ciudadana y el proceso democrático. Sin embargo, su mandato terminó con una imagen desfavorable dentro de la nacionalidad Achuar debido a varios intentos de destitución.
En agosto de 2023 la Fiscalía General del Estado inició otra investigación en su contra por comisión del delito de violencia física en contra de su esposa. Producto de dichas agresiones la mujer habría sufrido una herida de consideración (corte) en la parte derecho del rostro, según medios de comunicación la mujer llegó a la Fiscalía, en compañía de su madre, para denunciar el hecho. Uyunkar no pudo ser detenido en flagrancia debido a que se ocultó y no asistió a laborar en los días posteriores a la denuncia.
En los días siguientes a la denuncia también trascendió en los medios de comunicación de circulación nacional que Tiyua Uyunkar y la viceprefecta de Morona Santiago, Daniela Vintimilla, habrían ofrecido entregar $50.000 a la víctima a cambio de guardar silencio sobre la agresión lo cual nunca se demostró. Posteriormente el Juez declinó competencia, según Exprésate Morona Santiago en X: "[ATENCIÓN] Juez declina la competencia para resolver el caso de supuesta violencia intrafamiliar en contra del prefecto de #MoronaSantiago, Tiyua Uyunkar, y la comunidad una vez que esclareció los hechos dictó la inocencia. Autoridad declina competencia y comunidad declara inocente a Uyunkar
Durante su presidencia en la NAE, se desempeñó como director general de la fundación IKIAM. Sin embargo, los acontecimientos ocurridos durante su gestión afectaron la imagen de la fundación. Actualmente, su hermana Jiyun Uyunkar está a cargo de la fundación IKIAM.

### Vida política
En las elecciones seccionales de 2023, fue elegido como prefecto provincial de Morona Santiago con un 47% de los votos, siendo el primer Achuar en llegar a ocupar este cargo, respaldado por el Movimiento de Unidad Plurinacional Pachakutik.